# Opi
Pour les articles homonymes, voir OPI.
Cet article possède un paronyme, voir Hopi.
Opi est une commune de la province de L'Aquila dans la région Abruzzes en Italie.

## Administration
| Période                                  | Période  | Identité        | Étiquette | Qualité |
| ---------------------------------------- | -------- | --------------- | --------- | ------- |
| 14 juin 2004                             | En cours | Francesco Gizzi |           |         |
| Les données manquantes sont à compléter. |          |                 |           |         |

### Communes limitrophes
Civitella Alfedena, Pescasseroli, San Donato Val di Comino (FR), Scanno, Settefrati (FR)